# Zieridium
Zieridium es un género con tres especies de plantas de flores de la familia Rutaceae. 

## Especies seleccionadas
- Zieridium gracile
- Zieridium melicopifolium
- Zieridium pseudo-obtusifolium

- Datos: Q9097707